# Fumaria macrocarpa
Fumaria macrocarpa är en vallmoväxtart. Fumaria macrocarpa ingår i släktet jordrökar, och familjen vallmoväxter.

## Underarter
Arten delas in i följande underarter:
- F. m. cyrenaica
- F. m. macrocarpa